# Staden Fiume med omnejd
Staden Fiume med omnejd (italienska: Città di Fiume e dintorni, kroatiska: Grad Rijeka i okolica, tyska: Stadt Fiume mit Gebiet, ungerska: Fiume város és területe) var ett corpus separatum och område som omfattade staden Fiume (staden Rijeka i dagens Kroatien) med omnejd  i dåvarande habsburgska riket, sedermera kejsardömet Österrike och Österrike-Ungern. Dess rättsliga och politiska status som corpus separatum innebar i praktiken att staden med omnejd var ett halvautonomt område knutet till sankt Stefanskronans länder men med större autonomi än en riksstad eller ungerskt län. Fiumes status som corpus separatum inom habsburgska riket instiftades av kejsarinnan Maria Teresia år 1779 och varade (med avbrott för åren 1809–1822 och 1848–1870) till Österrike-Ungerns upplösning år 1918.

## Historik

### Bakgrund
År 1466 införlivades hamnstaden Fiume (Rijeka) i Habsburgska riket. Den nya besittningen administrerades från det intilliggande habsburgska arvslandet Inre Österrike med staden Graz som administrativt centrum. Den 18 mars 1719 fick Fiume en delvis autonom ställning sedan den tysk-romerske kejsaren och kroatiske kungen Karl VI utsett staden till frihamn. Fiumes politiska och ekonomiska status jämställdes därmed med den närliggande kejserliga frihamnen Trieste. 
För att ytterligare främja handeln förlänades Fiume den 2 oktober 1776 av Maria Teresia, tysk-romersk kejsarinna och drottning av Ungern och Kroatien, till kungariket Ungern som sorterade under den habsburgska kronan. Ungern och Kroatien var sedan år 1102 i personalunion och de båda kungarikena hade år 1526/1527 inlemmats i habsburgarnas domäner. Tillsammans utgjorde de en del av sankt Stefanskronans länder. Då det egentliga Ungern var beläget omkring femtio mil från hamnstaden Fiume annekterades staden av kungariket Kroatien som till stora delar omslöt staden och i princip började utanför dess stadsmurar. Samma år utsågs den ungerske greven József Mailáth till Fiumes förste guvernör. 

### Corpus separatum (1779–1809)
Drygt två och ett halvt år efter att Fiume förlänats till kungariket Ungern och stadens administration de facto övertagits av kungariket Kroatien fattade kejsarinnan Maria Teresia den 23 april 1779 beslut om att utse staden till ett corpus separatum, formellt kallat 'Staden Fiume med omnejd', inom Habsburgska riket. I enlighet med kejsarinnans påbud fick staden en ny rättslig och politisk status. Fiume med omnejd blev ett halvautonomt område, friställt kungariket Kroatien, som löd direkt under den ungerska kronan. I politisk och ekonomisk mening fick Fiume med omnejd större autonomi än en riksstad eller ungerskt län och var därmed jämförbart med de övriga territorier (kungariket Ungern och kungariket Kroatien) som ingick i sankt Stefanskronans länder. 
Fiumes särställning skulle med kortare avbrott tillämpas fram till Österrike-Ungerns upplösning år 1918 och ligga till grund för en nästan ett och ett halvt sekel lång politisk dispyt mellan Zagreb och Budapest. Det var första gången som en ärftlig habsburgsk förläning och del av det heliga romerska riket gavs till det ungersk-kroatiska kungariket. De båda i personalunion förenade kungarikena hade olika intressen angående Fiume och tolkade därför kejsarinnans påbud från år 1776 och 1779 på olika vis. Kroaterna accepterade inte den ungerska tolkningen av dokumentet relaterat till Fiumes status och motsattes sig idén om att staden i politisk och administrativ mening avskiljts från omgivande (kroatiskt) territorium.     
I samband med napoleonkrigen följde en kort fransk ockupation av Fiume som varade åren 1809–1813. Under den franska administrationen inkorporerades Fiume i de av fransmännen upprättade illyriska provinserna och stadens särställning som corpus separatum upplöstes.  

### Corpus separatum (1822–1848)
År 1813 intogs Fiume först av brittiska och därefter österrikiska styrkor. Det franska styret upplöstes och Fiume återinlemmades i kejsardömet Österrike. Staden sorterade inledningsvis under Triestes län och efter att Österrikes rätt till staden bekräftats i Wienkongressen år 1815 inkorporeras staden åren 1816–1822 i det nyskapade österrikiska kronlandet kungariket Illyrien. År 1822 återbördade kejsaren Ferdinand I Fiume till den ungerska kronan som lät återupprätta stadens särskilda status som corpus separatum. Den nygamla ungerska administrationen liksom stadens speciella status blev dock inte långvarig. I samband med revolutionerna år 1848 och den österrikiska marsförfattningen inlemmades Fiume åren 1848–1868 i kungariket Kroatien. Inom den kroatiska provinsen upplöstes Fiumes särskilda status och från år 1850 blev staden länshuvudstad.

### Corpus separatum (1870–1918)
Den österrikisk-ungerska kompromissen år 1867 ledde till skapandet av dubbelmonarkin Österrike-Ungern. Året därpå ledde separata förhandlingar mellan kroaterna och ungrarna till den kroatisk-ungerska kompromissen. Enligt den kroatiska sidans tolkning av det slutgiltiga avtalet skulle Fiume förbli ett corpus separatum men i enlighet med artikel 66 skulle dess framtida slutgiltiga status framförhandlas senare. Enligt den ungerska sidans tolkning av avtalet var Fiume ett corpus separatum direkt underställt den ungerska kronan och en del av sankt Stefanskronans länder. Efter att de kroatiska och ungerska parlamenten signerat varsin version av avtalet skickades de båda avtalen till kejsar Frans Josef I för påskrift. Vid hovet limmades en pappersbit (i den kroatiska historiografin kallad "Riječka krpica") fast över artikel 66 i den kroatiska versionen. På den fastlimmade pappersbiten fastslogs att staden med omnejd skulle utgöra en "med den ungerska kronan särskilt ansluten kropp". Detta var en tillfällig lösning på dispyten som ansågs kräva en slutgiltig kompromiss mellan Kroatien, Ungern och staden Rijekas myndigheter. En sådan skulle dock inte komma till stånd innan dubbelmonarkin upplöstes år 1918. 
Fiumes status som corpus separatum återupprättades år 1870. Under den ungerska administrationen bekräftades stadens roll som den viktigaste hamnstaden för export av ungerska industri- och jordbruksprodukter. År 1872 inleddes arbetet med att anlägga en stor och modern hamn i Fiume och en våg av investeringar ledde till att staden i början av det återupprättade ungerska styret var en av dubbelmonarkins största arbetsplatser. År 1873 invigdes järnvägsspår som knöt samman Fiume med Karlovac och i förlängningen Budapest. I takt med stadens ekonomiska tillväxt uppfördes flera av stadens mest representativa byggnader under 1800-talets andra hälft.

## Administration och förvaltning

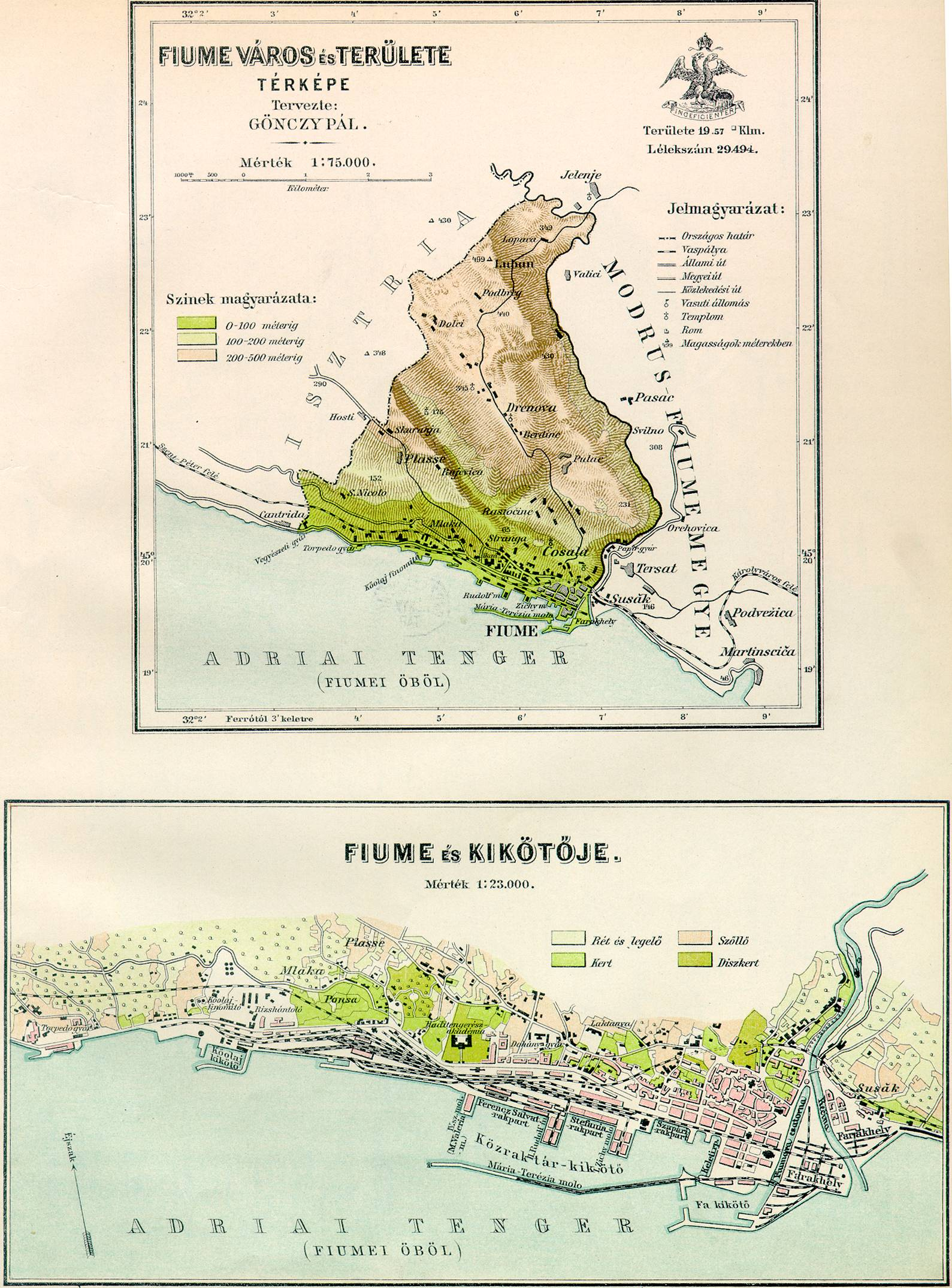
Ungerskspråkig karta som visar Fiume med omnejd.

Fiumes status som corpus separatum instiftades år 1779 och innebar att staden och dess omgivningar blev ett guvernement. De utsedda guvernörerna var företrädesvis etniska ungrare och under 1800-talets andra hälft residerade de i en byggnad vid Adriatiska torget (Jadranski trg) i centrala Rijeka. Även det centrala posthuset användes som guvernörsbostad. Under den ungerske guvernören greve Lajos Batthyány mandatperiod (1892–1896) beslutades dock att en ny representativ guvernörsbyggnad (Guvernörspalatset) skulle uppföras. Guvernörspalatset användes sedan av honom och efterföljande guvernörer.   
Den 17 april 1872 presenterade den ungerske utrikesministern de nya stadgar som framdeles skulle ligga till grund för stadens politiska status. I stadgarna fastslogs att kungen på förslag av den ungerske premiärministern skulle utse en guvernör som överhuvud över Fiume med omnejd. Guvernören skulle ha en plats i det ungerska parlamentets övre kammare. Det kommunala självstyret anförtroddes 56 representanter med en mandatperiod på sex år och medborgarna hade rätt att utse representanter till representanthuset i det ungerska parlamentet.
År 1900 upptog Fiume med omnejd en yta om 21 kvadratkilometer. I administrativ bemärkelse bestod det halvautonoma området av centralorten Fiume och samhällena Cosala (Kozala), Drenova och Plasse (Plase).   

## Demografi
Fiume med omnejd var ett till största del italiensktalande område med multietnisk prägel. De största etniska och språkliga grupperna var italienare och kroater som till största del bekände sig till den romersk-katolska tron. Till följd av industrialiseringen och urbaniseringen under 1800-talet växte centralorten Fiume och inflyttning av människor från Dubbelmonarkins alla provinser uppmuntrades av de ungerska myndigheterna. Trots de ungerska myndigheternas försök till magyarisering fortsatte italienska att talas vid stadens marknader och i handelsförbindelser. 
Att italienska var det i huvudsak talade språket speglade inte nödvändigtvis stadens och områdets etniska sammansättning. År 1851 genomfördes den första och enda folkräkningen där människor i det autonoma området tillfrågades om sin etniska tillhörighet. I efterföljande folkräkningar, bland annat de utförda år 1900 och 1910, registrerades befolkningen istället efter det språk de uppgav att de använde till vardags. Av denna anledning ger en jämförelse av folkräkningarna år 1851, 1900 och 1910 en kontradiktär bild men speglar samtidigt områdets komplexa etniska, kulturella och språkliga karaktär.        

### Befolkningsutveckling
| Årtal | Antal invånare | Befolkningstäthet (inv./km²) | Områdets yta (km²) |
| ----- | -------------- | ---------------------------- | ------------------ |
| 1869  | 17 884         | 913,8                        | 19,57              |
| 1880  | 20 981         | 1 072,1                      | 19,57              |
| 1890  | 29 494         | 1 507,1                      | 19,57              |
| 1900  | 38 057         | 1 812,2                      | 21                 |
| 1910  | 49 806         | 2 371,7                      | 21                 |

### Etniska grupper
| Etnisk grupp | År 1851 (%)    |
| ------------ | -------------- |
| Kroater      | 9 904 (78,7%)  |
| Italienare   | 693 (5,5 %)    |
| Slovener     | 1 677 (13,3 %) |
| Övriga       | 320 (2,5 %)    |
| Totalt       | 12 594 (100 %) |

### Språkgrupper
| Språk     | År 1900 (%)     | År 1910 (%)      |
| --------- | --------------- | ---------------- |
| Övriga*   | 26 564 (68,2 %) | 27 307 (54,83 %) |
| Kroatiska | 7 497 (19,3 %)  | 12 926 (25,95 %) |
| Ungerska  | 2 842 (7,3 %)   | 6 493 (13,04 %)  |
| Tyska     | 1 945 (5,0 %)   | 2 315 (4,65 %)   |
| Serbiska  | 55 (0,1 %)      | 425 (0,85 %)     |
| Slovenska | 29 (0,0 %)      | 192 (0,39 %)     |
| Rumänska  | 23 (0,0 %)      | 137 (0,28 %)     |
| Rutenska  | 0 (0,0 %)       | 11 (0,02 %)      |
| Totalt    | 38 955 (100 %)  | 49 806 (100 %)   |

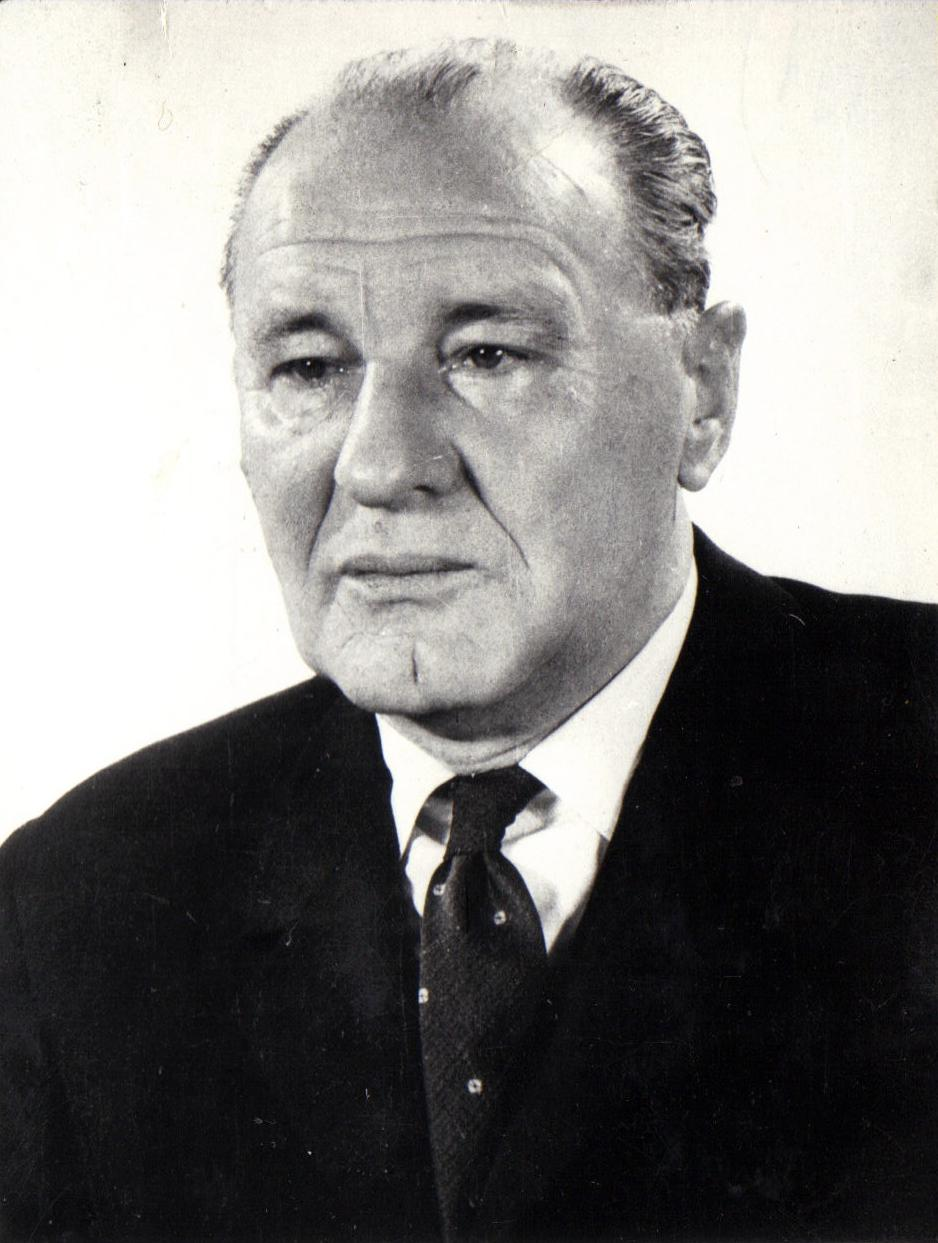
Fiume hade under flera århundraden en utpräglad multikulturell prägel. Flera internationella personligheter, däribland Ungerns forne kommunistiske ledare János Kádár, är födda i Rijeka.

*I kategorin "övriga" är de flesta italiensktalande. Stadens italiensktalande befolkning redovisades nämligen inte separat utan sorterades in i kategorin "övriga" i folkräkningen år 1900 och 1910.

### Religiösa grupper
| Religiös grupp     | År 1900 (%)     | År 1910 (%)      |
| ------------------ | --------------- | ---------------- |
| Katoliker          | 36 104 (92,7 %) | 45 130 (90,61 %) |
| Judar              | 1 172 (3,0 %)   | 1 696 (3,41 %)   |
| Grekiskt-ortodoxa  | 703 (1,8 %)     | 995 (2,00 %)     |
| Kalvinister        | 423 (1,1 %)     | 1 123 (2,25 %)   |
| Lutheraner         | 261 (0,7 %)     | 311 (0,62 %)     |
| Grekiska katoliker | 73 (0,2 %)      | 467 (0,94 %)     |
| Unitarier          | 11 (0,0 %)      | 16 (0,03 %)      |
| Övriga             | 208 (0,5 %)     | 68 (0,14 %)      |
| Totalt             | 38 955 (100 %)  | 49 806 (100 %)   |

## Guvernörer och representanter
| Namn                                         | Titel                  | Mandatperiod                      |
| -------------------------------------------- | ---------------------- | --------------------------------- |
| Ungerska administrationen (1776–1809)        |                        |                                   |
| József gróf Majláth Székhélyi                | Guvernör               | 20 oktober 1776–1783              |
| Pál gróf Almásy Zsadányi                     | Guvernör               | 1783–1788                         |
| János Pétar gróf Szápáry                     | Guvernör               | 1788–1791                         |
| Sándor Pászthory                             | Guvernör               | 1791–1801                         |
| Sándor Pászthory                             | Guvernör               | 1791–1801                         |
| József Klobusiczky                           | Guvernör               | 1801–1809                         |
| Ungerska administrationen (1822–1848)        |                        |                                   |
| György Majláth                               | Guvernör               | 1822–1823                         |
| Ferenc Ürményi                               | Guvernör               | 1823–1837                         |
| Pál Kiss de Nemeskéri                        | Guvernör               | 1837–1847                         |
| János gróf Erdödy                            | Guvernör               | 1847–1848                         |
| Kroatiska administrationen (1848–1866)       |                        |                                   |
| Josip Bunjevac                               | Banens kommissarie     | 1848–1851                         |
| Josip Rusnov                                 | Banens kommissarie     | 1851–1852                         |
| Herbert von Kellersperg                      | Höge kommissarie       | 1852–1856                         |
| Karl Graf von Hohenwart-Gerlachstein         | Höge kommissarie       | 1856–1862                         |
| Herman Freiherr von Sterneck                 | Kunglig kommissarie    | 1862–1866                         |
| Efter Kompromissen (1867–1918)               |                        |                                   |
| Ede Cseh de Szentka-lna                      | Kunglig kommissarie    | 6 april 1867–29 juli 1870         |
| József gróf Zichy de Zich et Vásonkeö        | Guvernör               | 29 juli 1870–5 december 1872      |
| Géza gróf Szapáry de Szapár                  | Guvernör               | 26 februari 1873–1 november 1883  |
| Ágost gróf Zichy                             | Guvernör               | 1 november 1883–6 mars 1892       |
| Lajos gróf Batthyány de Nemetujvár           | Guvernör               | 6 mars 1892–2 oktober 1896        |
| Rezsö báró Abele de Lilienberg               | Guvernör               | 2 oktober 1896–14 juni 1897       |
| Tibor Gaal de Hatvan                         | Tillförordnad guvernör | 14 juni 1897–23 november 1897     |
| László gróf Szapáry de Szapár                | Guvernör               | 23 november 1897–2 augusti 1903   |
| Tibor Gaal de Hatvan                         | Tillförordnad guvernör | 2 augusti 1903–10 december 1903   |
| Ervin báró Roszner                           | Guvernör               | 10 december 1903–17 februari 1905 |
| Tibor Gaal de Hatvan                         | Tillförordnad guvernör | 17 februari 1905–17 oktober 1905  |
| Pál gróf Szapáry de Szapár                   | Guvernör               | 17 oktober 1905–26 december 1905  |
| Tibor Gaal de Hatvan                         | Tillförordnad guvernör | 26 december 1905–24 maj 1906      |
| György gróf Károlyi de Nagykároly            | Guvernör               | 4 april 1906–29 april 1906        |
| Sándor gróf Nákó de Nagyszentmiklós          | Guvernör               | 24 maj 1906–7 december 1909       |
| István gróf Wickenburg de Capelló            | Tillförordnad guvernör | 7 december 1909–13 november 1910  |
| István gróf Wickenburg de Capelló            | Guvernör               | 13 november 1910–31 juli 1917     |
| Zoltán Jekelfalussy de Jekel- és Margitfalva | Guvernör               | 31 juli 1917–28 oktober 1918      |